# Leichtathletik-Weltmeisterschaften 2023/Teilnehmer (Dominica)
| Goldmedaillen | Silbermedaillen | Bronzemedaillen |
| ------------- | --------------- | --------------- |
| —             | —               | —               |

Dominica nahm an den Leichtathletik-Weltmeisterschaften 2023 in Budapest mit einer Athletin teil.

## Ergebnisse

### Frauen

#### Sprung/Wurf
| Athletin    | Disziplin  | Qualifikation | Qualifikation | Finale     | Finale |
| Athletin    | Disziplin  | Weite/Höhe    | Platz         | Weite/Höhe | Platz  |
| ----------- | ---------- | ------------- | ------------- | ---------- | ------ |
| Thea LaFond | Dreisprung | 14,62 m NR    | 2             | 14,90 m NR | 5      |